# Championnat d'Afrique du Sud de football
Le Championnat d'Afrique du Sud de football, appelé Premier Soccer League (ou DSTV Premiership pour des raisons de parrainage) est le championnat professionnel de football masculin de plus haut niveau de la Fédération sud-africaine de football (SAFA).
Le premier championnat national en Afrique du Sud est créé en 1959 sous le nom « National Football League ». Plusieurs ligues sont ensuite organisées en parallèle, dans le cadre de l'Apartheid, jusqu'à la création de la « Premier Soccer League » qui regroupe les meilleurs clubs du pays dans un même championnat. Organisé annuellement, de l'été au printemps suivant, il oppose actuellement seize clubs sur 30 journées (aller et retour) diffusées à la télévision par SuperSport et SABC 1.
Les Mamelodi Sundowns sont le club le plus couronné de la compétition avec quatorze titres, dont onze depuis l'ère de la Premier Soccer League. Les Mamelodi Sundowns sont aussi le club qui a remporté le plus de titres consécutifs, à savoir quatre depuis 2017. Quatre équipes disputent le championnat d'élite sans discontinuité depuis 1996, il s'agit des Mamelodi Sundowns, des Kaizer Chiefs, les Orlando Pirates et Supersport United, ces clubs accumulant également vingt-trois des vingt-cinq titres.
Les Mamelodi Sundowns sont l'actuel tenant du titre, depuis leur sacre lors de l'édition 2021-2022 du championnat.

## Organisation
Les clubs s'affrontent selon une formule championnat de 30 journées. À l'issue de la saison, le dernier de la Premier Soccer Club est relégué en National First Division, tandis que le vainqueur de celle-ci est promu. Les second et troisième de la First Division disputent une poule barrage face au quinzième de la PSL pour attribuer la dernière place en première division.

## Histoire
En raison de l'Apartheid, l’Afrique du Sud a connu de nombreux championnats nationaux  caractérisés par la ségrégation raciale entre les blancs sud-africains d'une part et les non-blancs (indiens, coloured et noirs). 
Avant 1959, il n'y a pas de réel championnat national en Afrique du Sud; chaque province organise des tournois et des compétitions. 
Le premier championnat national, la National Football League (NFL) est créé en 1959. Il est uniquement réservé aux blancs.  Parallèlement à partir de 1962 se tient pour les indiens et coloured la South African Soccer League, remplacée en 1969 par Federation Professional League (FPL). 
En 1971, un championnat uniquement réservé aux noirs, la National Professional Soccer League (NPSL) est créé. À partir de 1978, les deux championnats, la NFL et la NPSL fusionnent pour former un championnat unique. Équipes blanches et équipes non-blanches peuvent désormais jouer sur le même terrain mais certaines règles sont constituées. Ainsi, les équipes blanches ne sont pas autorisées à avoir plus de trois joueurs non-blancs dans leur effectif. Cette règle est aussi appliquée aux équipes non-blanches qui ne peuvent avoir plus de trois joueurs blancs. Malgré tout, ces règles permettent pour la première fois, aux blancs et aux non-blancs de jouer sur le même terrain et dans une même équipe. 
En 1985, à la suite de désaccords financiers, quinze des seize équipes de la ligue se retirent du championnat, et en créant la National Soccer League (NSL) et la NSL Second Division, qui récupérera les équipes de la FPL en 1990. Simultanément, la NPSL continue de se dérouler. 
En 1996, avec la fin de l'apartheid, toutes les équipes sont regroupées au sein de la Premier Division et de la National First Division (2e division), gérées par la Premier Soccer League (PSL).

## Équipes participantes en 2021-2022
| \| Johannesbourg : Kaizer Chiefs Moroka Swallows Orlando Pirates Sekhukhune United Pretoria : Mamelodi Sundowns Supersport United Johannesbourg Pretoria Cape Town City Chippa United Stellenbosch FC Baroka Marumo Gallants Maritzburg United TS Galaxy AmaZulu Golden Arrows Royal AM \| Localisation des équipes |
| Johannesbourg : Kaizer Chiefs Moroka Swallows Orlando Pirates Sekhukhune United Pretoria : Mamelodi Sundowns Supersport United Johannesbourg Pretoria Cape Town City Chippa United Stellenbosch FC Baroka Marumo Gallants Maritzburg United TS Galaxy AmaZulu Golden Arrows Royal AM                                |

| Équipe            | Ville                     | Stade                             | Capacité théorique | En PSL depuis |
| ----------------- | ------------------------- | --------------------------------- | ------------------ | ------------- |
| AmaZulu FC        | Durban                    | Kings Park Stadium                | 52 000             | 2017          |
| Baroka FC         | Polokwane                 | Stade Peter-Mokaba                | 45 500             | 2016          |
| Cape Town City    | Le Cap                    | Cape Town Stadium                 | 55 000             | 2016          |
| Chippa United     | Port Elizabeth            | Nelson Mandela Bay Stadium        | 48 459             | 2014          |
| Golden Arrows     | Durban (Clermont)         | Sugar Ray Xulu Stadium            | 12 000             | 2015          |
| Kaizer Chiefs     | Johannesbourg (Soweto)    | FNB Stadium                       | 94 736             | 1996          |
| Mamelodi Sundowns | Pretoria                  | Loftus Versfeld Stadium           | 51 762             | 1996          |
| Maritzburg United | Pietermaritzburg          | Harry Gwala Stadium               | 12 000             | 2008          |
| Marumo Gallants   | Polokwane                 | Stade Peter-Mokaba                | 45 500             | 2021          |
| Moroka Swallows   | Johannesbourg (Soweto)    | Dobsonville Stadium               | 10 500             | 2020          |
| Orlando Pirates   | Johannesbourg (Soweto)    | Orlando Stadium                   | 37 139             | 1996          |
| Royal AM          | Durban                    | Chatsworth Stadium                | 6 500              | 2021          |
| Sekhukhune United | Johannesbourg (Tembisa)   | Makhulong Stadium                 | 10 500             | 2021          |
| Stellenbosch FC   | Stellenbosch              | Danie Craven Stadium              | 8 000              | 2019          |
| Supersport United | Pretoria (Atteridgeville) | Lucas Masterpieces Moripe Stadium | 28 900             | 1996          |
| TS Galaxy         | Mbombela                  | Stade Mbombela                    | 40 929             | 2020          |

## Palmarès

### Palmarès avant 1978
| Année | NFL                 | SASL puis FPL       | NPSL            |
| ----- | ------------------- | ------------------- | --------------- |
| 1959  | Durban City FC      |                     |                 |
| 1960  | Highlands Park      |                     |                 |
| 1961  | Durban City FC      | Transvaal United FC |                 |
| 1962  | Highlands Park      | Avalon Athletic FC  |                 |
| 1963  | Addington           | Avalon Athletic FC  |                 |
| 1964  | Highlands Park      | Black Swallows FC   |                 |
| 1965  | Highlands Park      | Moroka Swallows FC  |                 |
| 1966  | Highlands Park      | Maritzburg City FC  |                 |
| 1967  | Port Elizabeth City | Verulam Suburbs FC  |                 |
| 1968  | Highlands Park      |                     |                 |
| 1969  | Durban Spurs        | Verulam Suburbs     |                 |
| 1970  | Durban City FC      | Cape Town Spurs     |                 |
| 1971  | Hellenic            | Cape Town Spurs     | Orlando Pirates |
| 1972  | Durban City FC      | Glenville           | AmaZulu         |
| 1973  | Cape Town City      | Cape Town Spurs     | Orlando Pirates |
| 1974  | Arcadia Shepherds   | Cape Town Spurs     | Kaizer Chiefs   |
| 1975  | Highlands Park      | Berea FC            | Orlando Pirates |
| 1976  | Cape Town City      | Cape Town Spurs     | Orlando Pirates |
| 1977  | Highlands Park      | Swaraj United       | Kaizer Chiefs   |

### Palmarès de 1978 à 1995
| Année | NPSL               | NSL                  | FPL                |
| ----- | ------------------ | -------------------- | ------------------ |
| 1978  | Lusitano           |                      | Durban City        |
| 1979  | Kaizer Chiefs      |                      | Cape Town Spurs    |
| 1980  | Highlands Park     |                      | Glenville          |
| 1981  | Kaizer Chiefs      |                      | Cape Town Spurs    |
| 1982  | Durban City FC     |                      | Glendene           |
| 1983  | Durban City FC     |                      | Lightbody's Santos |
| 1984  | Kaizer Chiefs      |                      | Lightbody's Santos |
| 1985  | ?                  | Durban Bush Bucks    | Swaraj United      |
| 1986  | Vaal Professionals | Rangers Johannesburg | Lightbody's Santos |
| 1987  | Vaal Professionals | Jomo Cosmos          | Lightbody's Santos |
| 1988  | Vaal Professionals | Mamelodi Sundowns    | Lightbody's Santos |
| 1989  | Real Sweepers      | Kaizer Chiefs        | Battswood FC       |
| 1990  | De Beers           | Mamelodi Sundowns    | Lightbody's Santos |
| 1991  | Oriental Spurs     | Kaizer Chiefs        |                    |
| 1992  | Arcadia Shepherds  | Kaizer Chiefs        |                    |
| 1993  | ?                  | Mamelodi Sundowns    |                    |
| 1994  | ?                  | Orlando Pirates      |                    |
| 1995  | Witbank All Stars  | Cape Town Spurs      |                    |

### Palmarès depuis 1996
| Saison    | Champion          | Meilleur buteur                       | Buts    |
| --------- | ----------------- | ------------------------------------- | ------- |
| 1996-1997 | Manning Rangers   | Wilfred Mugeyi                        | 22 buts |
| 1997-1998 | Mamelodi Sundowns | Keryn Jordan                          | 11 buts |
| 1998-1999 | Mamelodi Sundowns | Pollen Ndlanya                        | 21 buts |
| 1999-2000 | Mamelodi Sundowns | Daniel Mudau                          | 15 buts |
| 2000-2001 | Orlando Pirates   | Daniel Mudau                          | 15 buts |
| 2001-2002 | Santos Cape Town  | Ishmael Maluleke                      | 18 buts |
| 2002-2003 | Orlando Pirates   | Lesley Manyathela                     | 18 buts |
| 2003-2004 | Kaizer Chiefs     | Jackie Ledwaba                        | 14 buts |
| 2004-2005 | Kaizer Chiefs     | Collins Mbesuma                       | 25 buts |
| 2005-2006 | Mamelodi Sundowns | Mame Niang                            | 14 buts |
| 2006-2007 | Mamelodi Sundowns | Chris Katongo                         | 15 buts |
| 2007-2008 | Supersport United | James Chamanga                        | 14 buts |
| 2008-2009 | Supersport United | Richard Henyekane                     | 19 buts |
| 2009-2010 | Supersport United | Katlego Mphela                        | 17 buts |
| 2010-2011 | Orlando Pirates   | Ezenwa Otorogu                        | 17 buts |
| 2011-2012 | Orlando Pirates   | Siyabonga Nomvethe                    | 20 buts |
| 2012-2013 | Kaizer Chiefs     | Katlego Mashego                       | 13 buts |
| 2013-2014 | Mamelodi Sundowns | Bernard Parker                        | 10 buts |
| 2014-2015 | Kaizer Chiefs     | Moeketsi Sekola                       | 14 buts |
| 2015-2016 | Mamelodi Sundowns | Collins Mbesuma                       | 14 buts |
| 2016-2017 | Bidvest Wits      | Lebogang Manyama                      | 13 buts |
| 2017-2018 | Mamelodi Sundowns | Rodney Ramagalela Percy Tau           | 11 buts |
| 2018-2019 | Mamelodi Sundowns | Mwape Musonda (en)                    | 16 buts |
| 2019-2020 | Mamelodi Sundowns | Gabadinho Mhango Peter Shalulile (en) | 16 buts |
| 2020-2021 | Mamelodi Sundowns | Bradley Grobler                       | 16 buts |
| 2021-2022 | Mamelodi Sundowns | Peter Shalulile                       | 23 buts |
| 2022-2023 | Mamelodi Sundowns | Peter Shalulile, Khanyisa Mayo        | 12 buts |
| 2023-2024 | Mamelodi Sundowns | Tshegofatso Mabaso                    | 16 buts |
| 2024-2025 | Mamelodi Sundowns | Lucas Ribeiro Costa                   | 16 buts |

## Bilan par club
| Club                  | Titres | Titres en PSL | Années en PSL                                                                              |
| --------------------- | ------ | ------------- | ------------------------------------------------------------------------------------------ |
| Mamelodi Sundowns     | 18     | 14            | 1998, 1999, 2000, 2006, 2007, 2014, 2016, 2018, 2019, 2020, 2021, 2022, 2023, 2024 et 2025 |
| Kaizer Chiefs         | 12     | 4             | 2004, 2005, 2013 et 2015                                                                   |
| Orlando Pirates       | 9      | 4             | 2001, 2003, 2011 et 2012                                                                   |
| Highlands Park FC     | 8      | 0             |                                                                                            |
| Cape Town Spurs       | 8      | 0             |                                                                                            |
| Santos Cape Town      | 7      | 1             | 2002                                                                                       |
| Durban City FC        | 6      | 0             |                                                                                            |
| Vaal Professionals FC | 3      | 0             |                                                                                            |
| Supersport United     | 3      | 3             | 2008, 2009 et 2010                                                                         |
| Addington FC          | 2      | 0             |                                                                                            |
| Bidvest Wist FC       | 1      | 1             | 2017                                                                                       |
| Manning Rangers       | 1      | 1             | 1997                                                                                       |